# Maria Immaculata (Dietelskirchen)

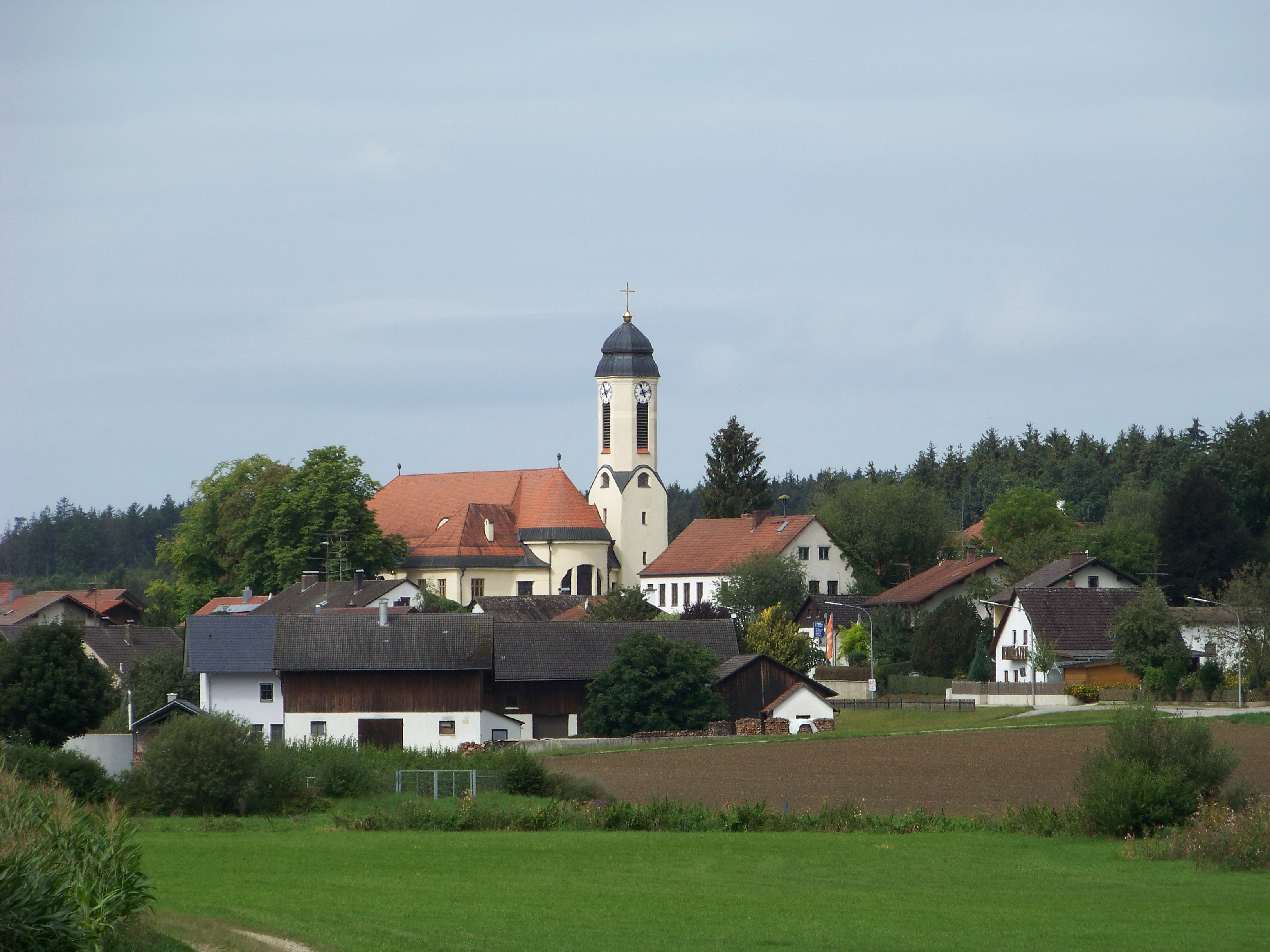
Pfarrkirche Maria Immaculata

Die römisch-katholische Pfarrkirche Maria Immaculata in Dietelskirchen, Landkreis Landshut, Niederbayern, ist eine der wenigen Jugendstilkirchen im weiten Umkreis. Diese Kunstrichtung war zunächst umstritten, da der Kirchenbau in Bayern Anfang des 20. Jahrhunderts noch von den Kunstvorstellungen des Historismus geprägt war. Die Kirche ist als Baudenkmal unter der Nummer D-2-74-145-8 beim Bayerischen Landesamt für Denkmalpflege eingetragen.
Die Pfarrei Maria Immaculata bildet heute einen Pfarrverband mit den Nachbargemeinden St. Florian und Wolfgang in Kirchberg sowie St. Michael in Reichlkofen.

## Geschichte
Erstmals urkundlich erwähnt wurde Dietelskirchen im Jahr 940. Es gehörte mit seiner damaligen Filialkirche zur zehn Kilometer nördlich gelegenen Pfarrei Oberviehbach. Die Filialkirche Dietelskirchen wurde 1689 zur Expositur erhoben. Für den nun dauernd anwesenden Ortsgeistlichen wurde damals ein Pfarrhaus errichtet, das der Chronik zufolge nach seiner Fertigstellung abbrannte und neu errichtet werden musste. 1747 wurde Dietelskirchen zur selbstständigen Pfarrei erhoben, und 1871 wurde ein Pfarrhof in unmittelbarer Nähe der heutigen Kirche erbaut. Er umfasst neben dem Pfarrhaus auch einen Stadel mit Remise, ein Backhaus und einen Brunnen.

## Vorgängerbau
Die alte Pfarrkirche von Dietelskirchen war vermutlich eine Wehrkirche. Sie befand sich am Ufer der Kleinen Vils und war zu Ehren des  hl. Ulrichs (Gedenktag: 4. September) geweiht. Der schlichte Bau dürfte im späten 13. Jahrhundert entstanden sein, am Übergang zwischen Romanik und Frühgotik. Es war eine nach Osten ausgerichtete Chorturmkirche. Im Unterbau des gedrungen wirkenden Turmes mit Satteldach war der Altarraum untergebracht. Die unteren Mauerteile waren etwa zwei Meter stark, innen hohl und mit Erde ausgefüllt. Die Decke war mit Gemälden verziert. An der Südseite befand sich eine Sonnenuhr mit der Jahreszahl 1678, die vermutlich auf eine damalige Renovierung hinweist. Nach der Fertigstellung der neuen Pfarrkirche 1921, war der Vorgängerbau baufällig und wurde zum Abriss freigegeben.

## Neubau

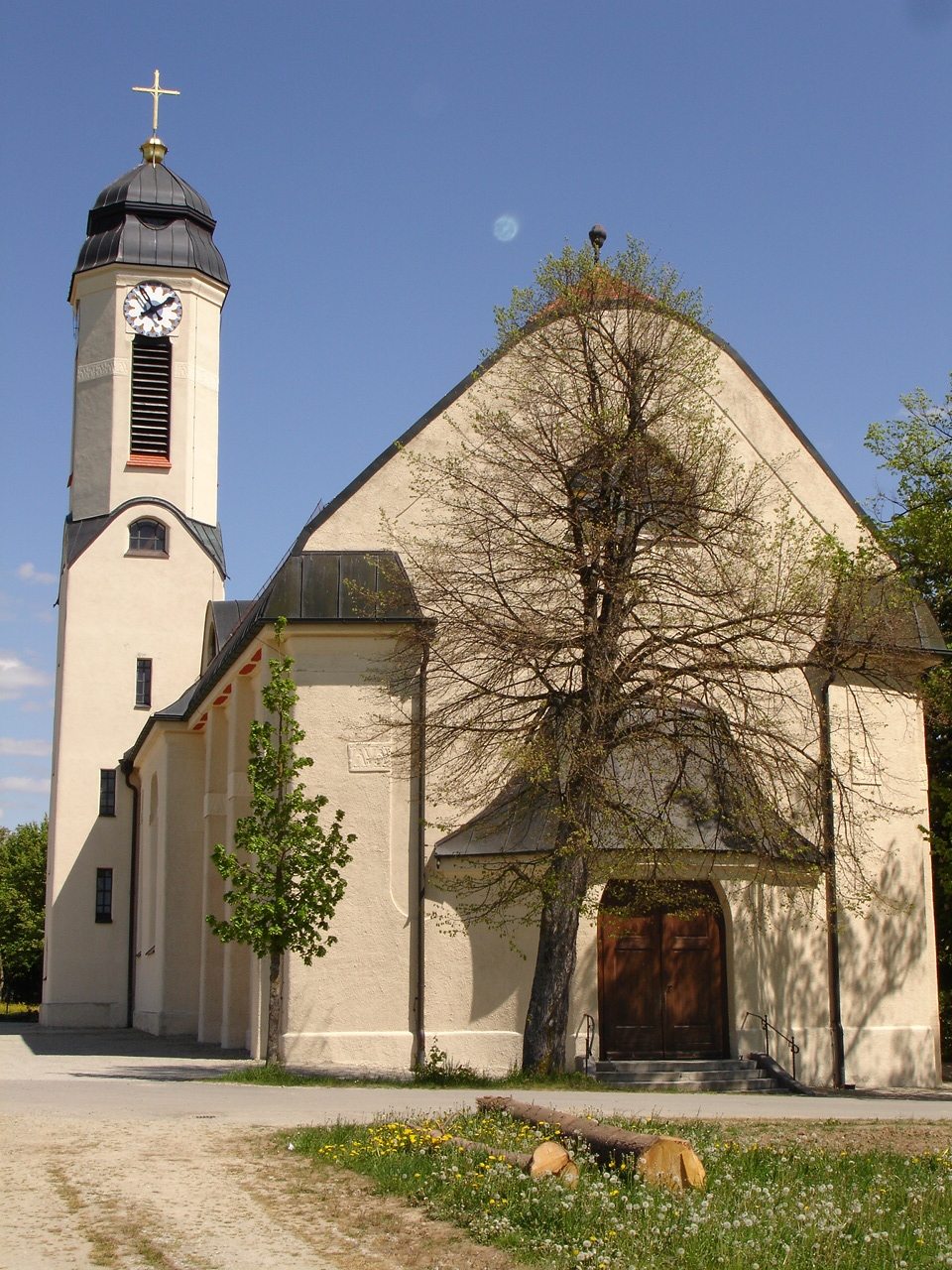
Außenansicht von Westen

Nachdem Pfarrer Georg Brunner während seiner langen Wirkungszeit in Dietelskirchen (1882–1910) bereits die Mittel für den Neubau aufgebracht und dessen Nachfolger Benedikt Kummer (1910–1911) die Genehmigung erreicht hatte, konnte der Kirchenneubau während der Amtszeit des Pfarrers Josef Huber ausgeführt werden. Die neue Pfarrkirche wurde nach Entwurf des Münchner Architekten Joseph Elsner junior vom Vilsbiburger Baumeister Georg Breiteneicher senior errichtet. Die einheimischen Gläubigen beteiligten sich zahlreich mit Hand- und Spanndiensten.
Nach der Grundsteinlegung am 28. Mai 1912 durch den Gerzer Dechanten Georg Dengler schritten die Bauarbeiten zügig voran. Am 13. November 1912 konnte das Kreuz über der Turmkugel angebracht werden, Ende Januar 1913 war der Rohbau vollendet. Der Bau kostete nach einem Kostenvorschlag vom 15. April 1911 etwa 55.000 Mark. 1914 war auch die Innenausstattung weitgehend vollendet. Sie dürfte zwischen 15.000 und 20.000 Mark gekostet haben, nachdem das Regensburger Ordinariat gegenüber dem Architekten einige Einsparungen durchgesetzt hatte. Damit die Gottesdienste in der neuen Pfarrkirche gefeiert werden konnten, erfolgte die vorläufige Benediktion bereits am 25. März 1914. Wegen des Ersten Weltkriegs konnte der Regensburger Bischof Anton von Henle erst am 3. Juli 1921 die Kirchweihe vornehmen.
1987 wurde eine Außenrenovierung durchgeführt. Bei der Innenrenovierung 1993 wurde die farbliche Erstfassung von 1914 wieder hergestellt.

## Architektur
Die Pfarrkirche Maria Immaculata ist eine der wenigen Jugendstilkirchen im ländlich geprägten Altbayern. Einzig die neobarocke Pfarrkirche St. Michael in Schönberg im Landkreis Mühldorf weist einige Jugendstilelemente auf. Sie wurde ebenfalls nach Entwurf von Joseph Elsner junior erbaut. Das Gotteshaus ist ein nach Osten ausgerichteter Saalbau mit querhausartiger Ausweitung im vorderen Bereich des Langhauses. Dieses umfasst fünf Joche, wobei das vorderste, das auch die Seitenaltäre enthält, deutlich kürzer ausfällt. Daran schließt sich im Osten der etwas schmälere Chor an, der mit einer Apsisrundung abschließt. An den Altarraum ist an Südseite die zweistöckige Sakristei, an der Nordseite der Turm angebaut. Dieser besteht aus einem fünfgeschossigen quadratischen Unterbau, einem oktogonalen Glockengeschoss mit Schallöffnungen und Turmuhren sowie einer Kuppelhaube mit Kugel und Kreuz. Der Außenbau ist durch Pilaster, Lisenen und Wandvorsprünge gegliedert. Durch zwei Portale auf der West- und Südseite wird das Kircheninnere erreicht. Im rückwärtigen Langhausjoch ist die Orgelempore eingezogen.

## Ausstattung

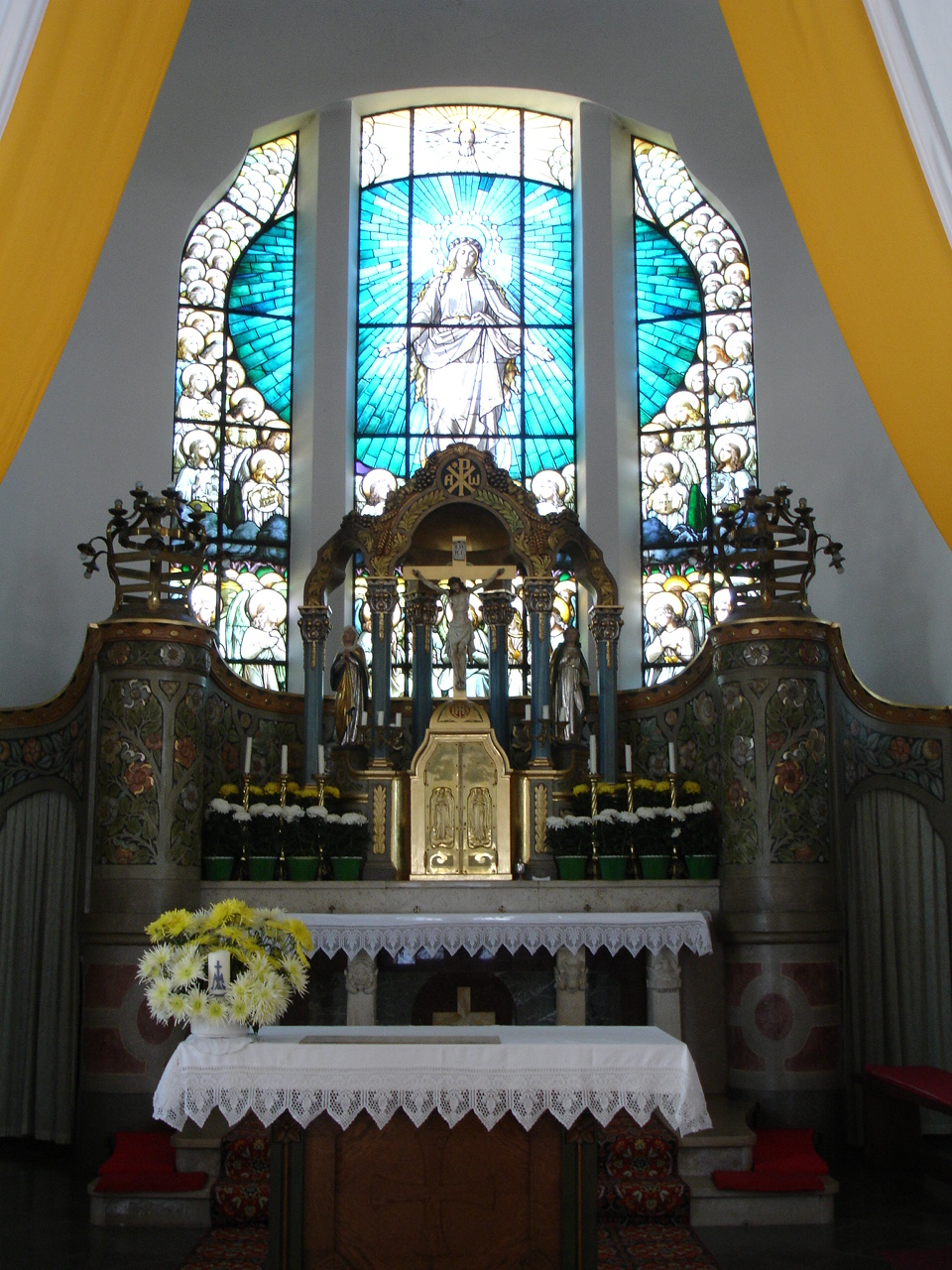
Hochaltar mit Glasgemälde Maria Immaculata umgeben von Engelschören

Der Hochaltar und die beiden Seitenaltäre wurden in Joseph Elsners „Anstalt für kirchliche Kunst“ in München nach den Entwürfen von Joseph Elsner jun. angefertigt. Der Hochaltaraufbau besteht aus Mensa und Tabernakel. Das Glasgemälde im Fenster darüber zeigt Maria Immaculata umgeben von Engelschören und kann durchaus als Hochaltarretabel wahrgenommen werden. Es wurde in der Münchner Kunstanstalt Bockhorni nach einem Entwurf von August Pacher angefertigt. Die teilweise ebenfalls bemalten Fenster im Langhaus schuf der Regensburger Glasmaler Georg Schneider nach einem Entwurf von Joseph Elsner jun. Darunter ist auch das Südfenster im dritten Langhausjoch. Dort ist ein Soldat im Krieg dargestellt, der für ein kurzes Gebet an einem Wegkreuz seinen Helm abgelegt hat und von einem Engel bewacht wird. Das Fenster wurde Ende des Krieges im April 1945 durch die Druckwellen bei der Sprengung der nahegelegenen Vilsbrücke zerstört. 1993 konnte es wieder neu hergestellt und eingesetzt werden. Die Seitenaltäre wurden der Heiligen Familie (links) sowie den Heiligen Joachim und Anna (rechts) geweiht. Die jeweils zweisäuligen Altaraufbauten sind mit floralen Motiven verziert. Der Schöpfer der Seitenaltargemälde ist nicht bekannt.
Der Münchner Bildhauer Anton Kaindl schuf die 14 Kreuzwegstationen, die Arme-Seelen-Darstellung sowie die Apostelfiguren im Presbyterium nach einem Entwurf von Joseph Elsner junior. In der Seyboldsdorfer Schreinerwerkstatt von Matthias Zehentbauer wurden die Kanzel, die Beichtstühle, das Kirchengestühl und der Orgelprospekt angefertigt. Das dazugehörige Orgelwerk (II/P, 11) stammt von dem Orgelbauer Willibald Siemann aus Regensburg. Auch von den Firmen Nenninger & Moser aus München sowie Ignaz Weise aus Plattling wurden Angebote eingeholt.
Die Glocken wurden im Jahr 1913 von der Glockengießerei Johann Hahn aus Landshut hergestellt. Im selben Jahr wurden auch die Turmuhren bei Josef Frischmann aus Laaber angeschafft.
Das Kriegerdenkmal auf der Außenseite der Kirche neben dem Südportal entstand nach dem Zweiten Weltkrieg.

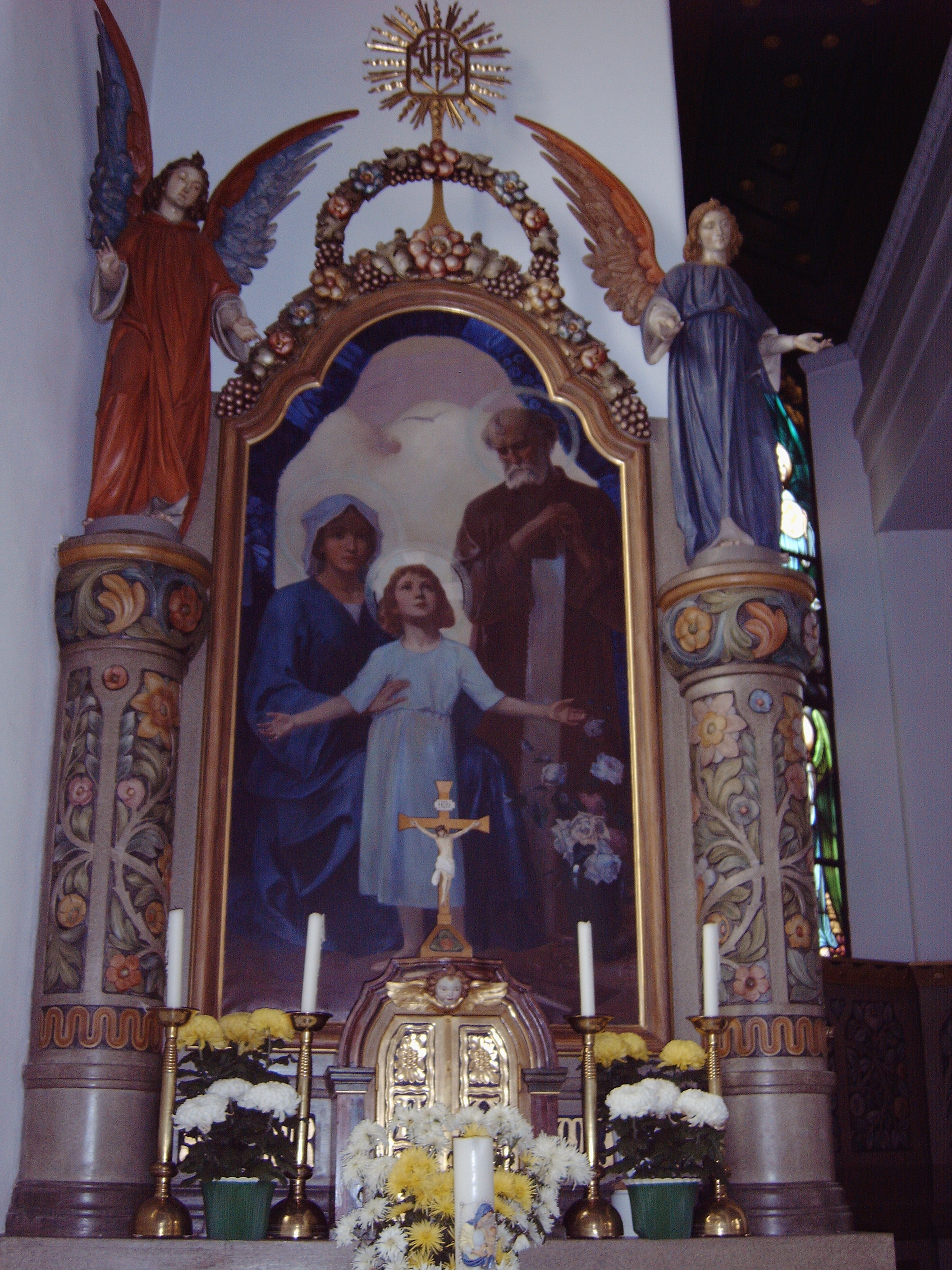
Linker Seitenaltar: Heilige Familie (1914)
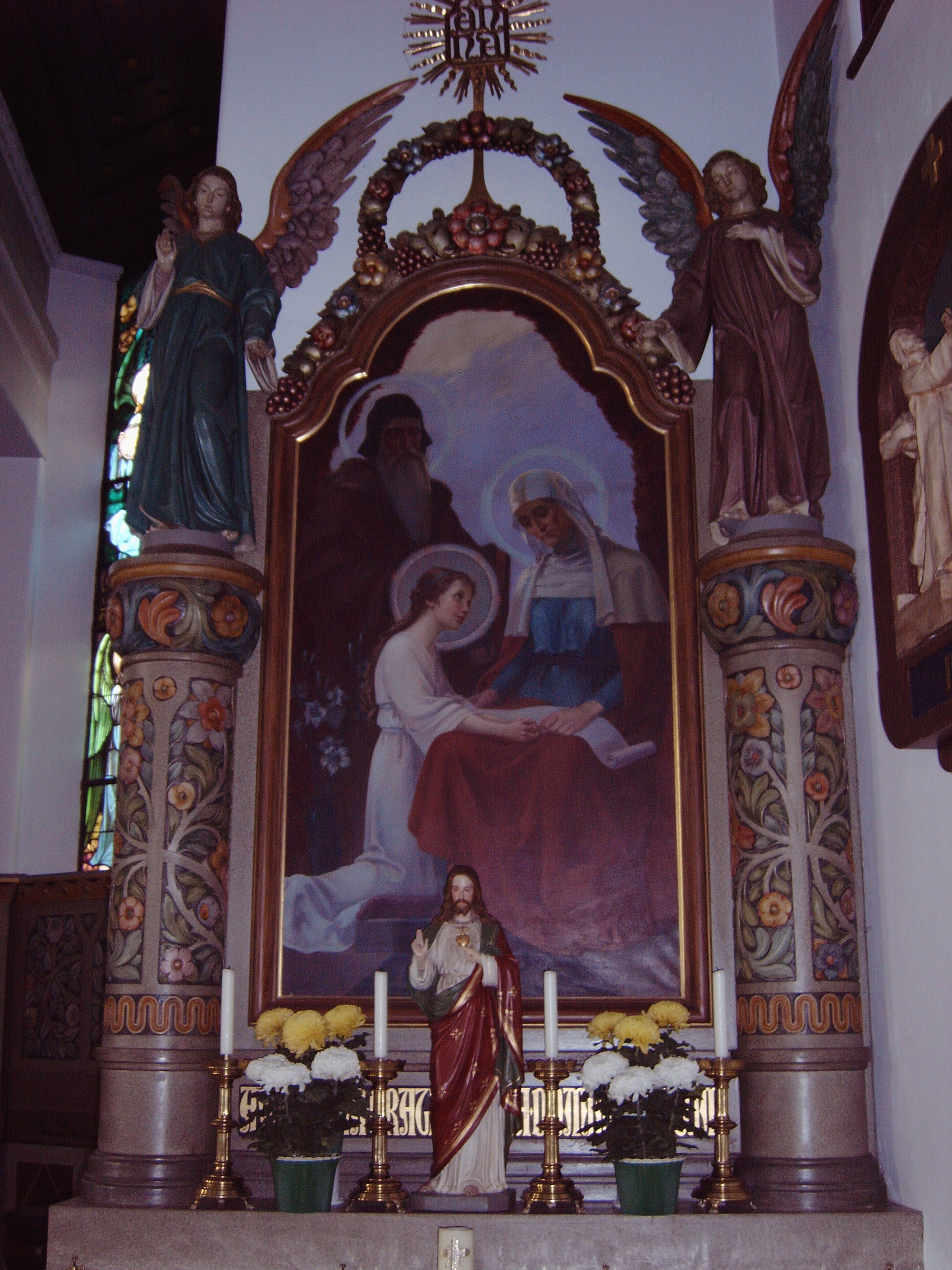
Rechter Seitenaltar: hll. Joachim und Anna (1914)
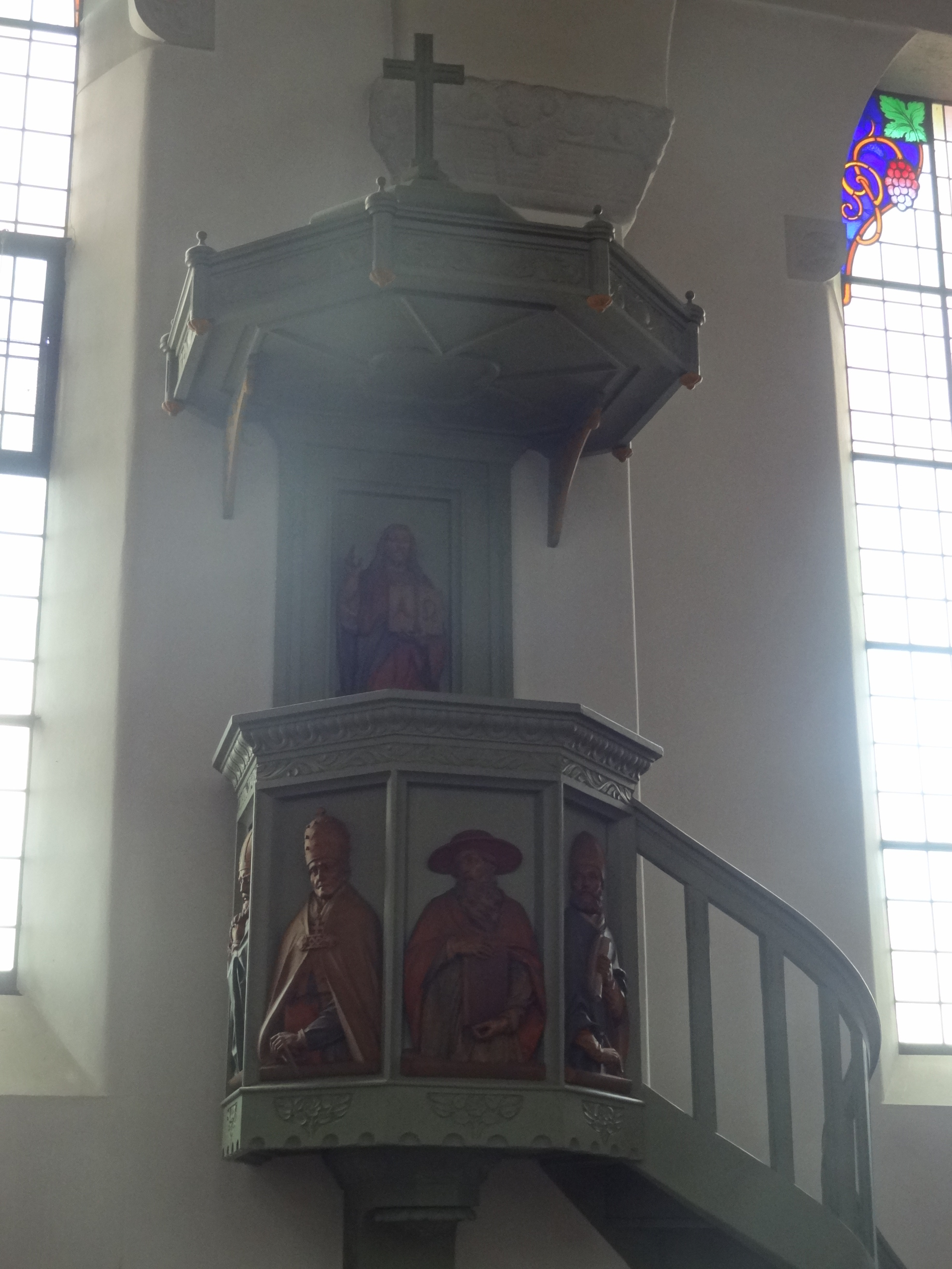
Kanzel (1918)
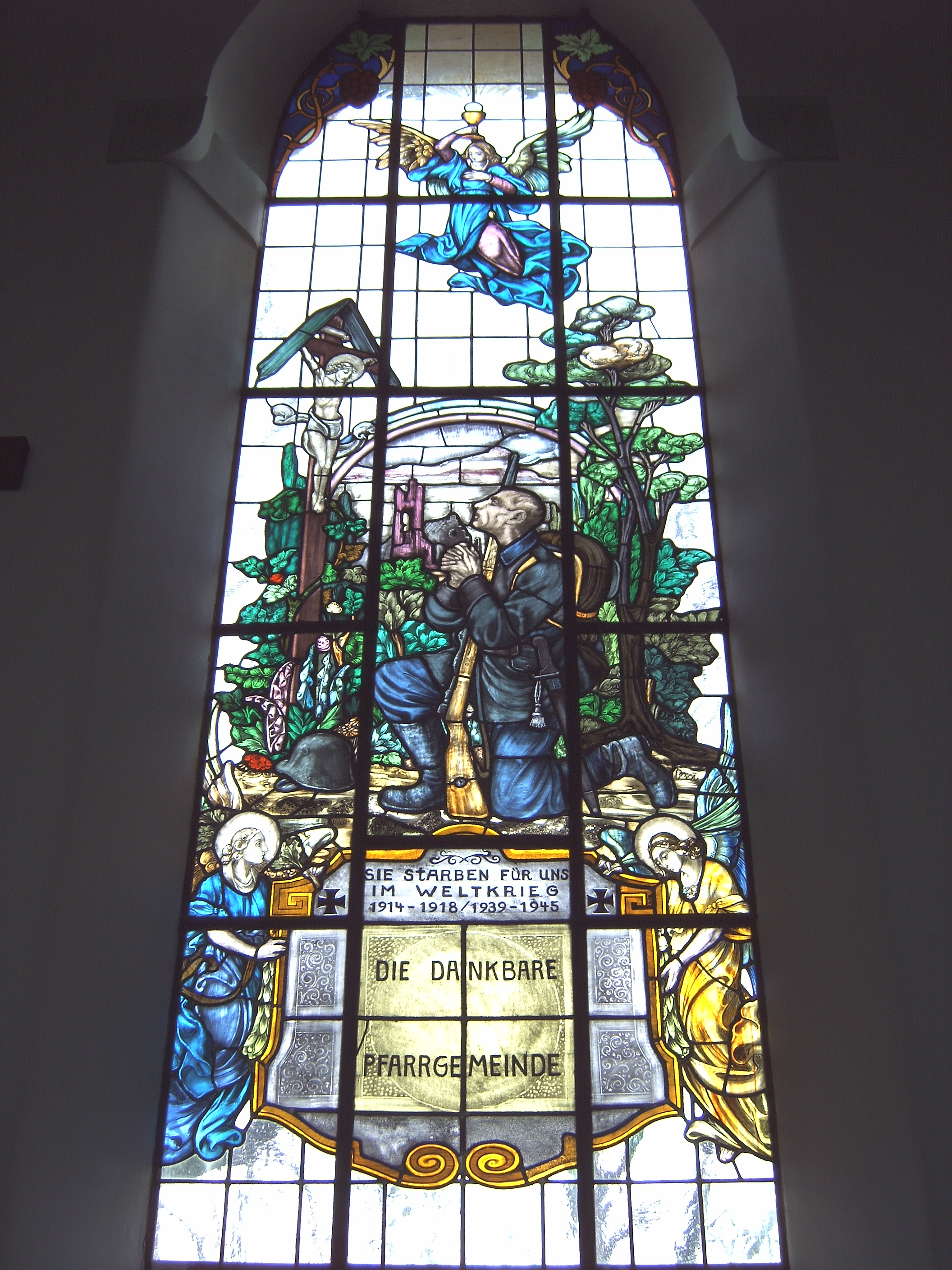
Glasgemälde Betender Soldat (erneuert 1993)
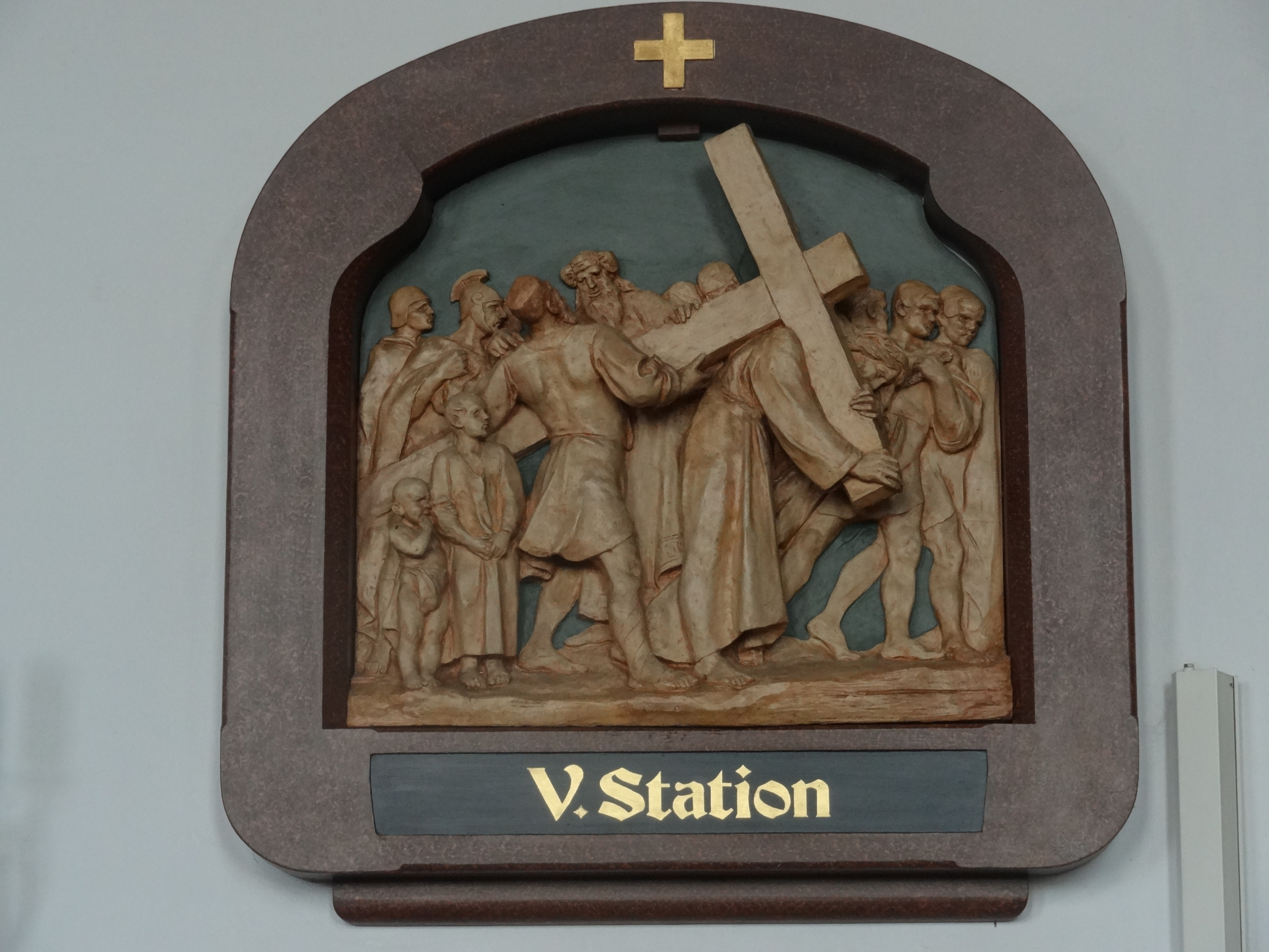
Kreuzwegtafel (1914)
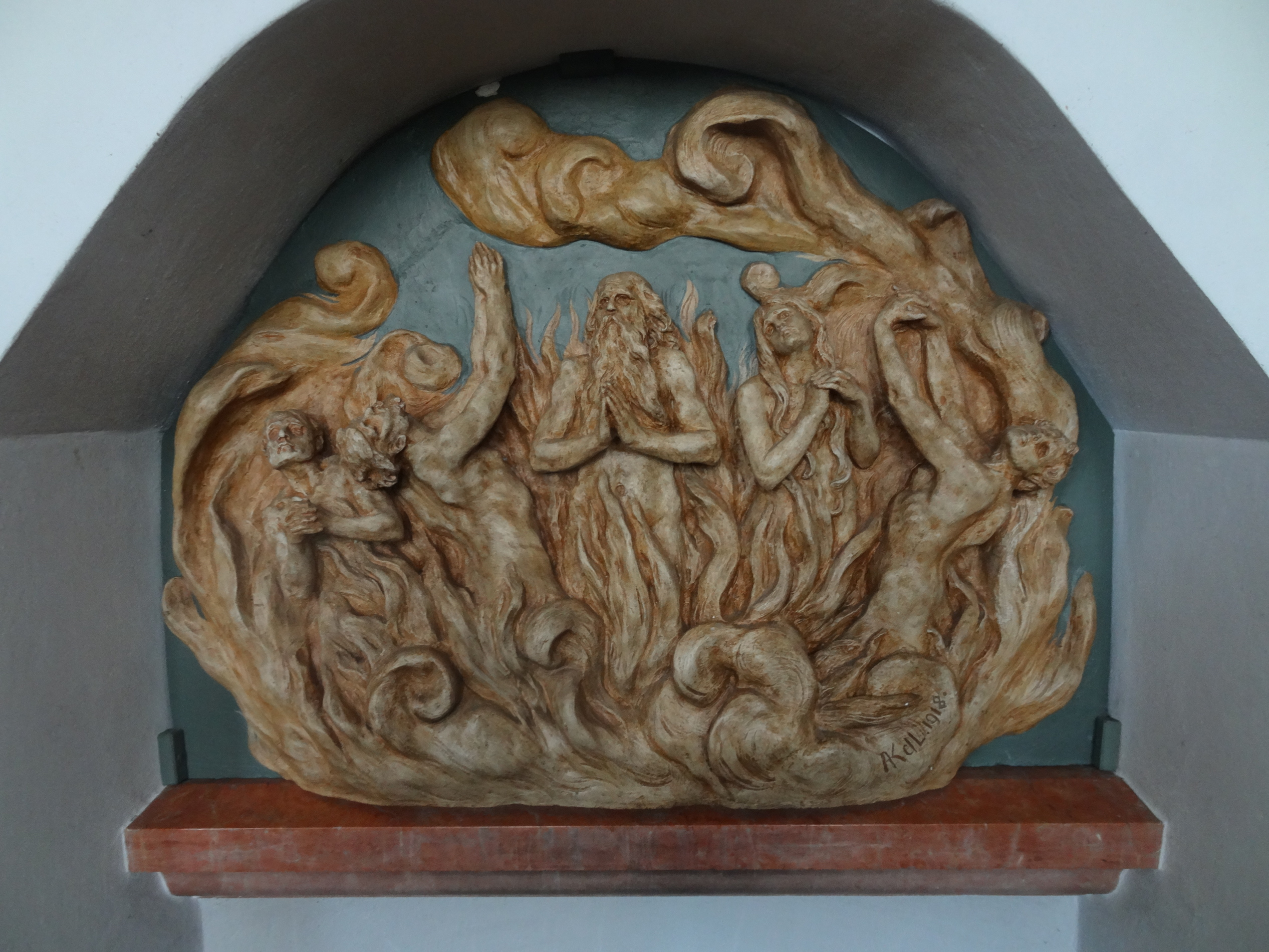
Arme-Seelen-Darstellung als Relief (1914)

## Orgel

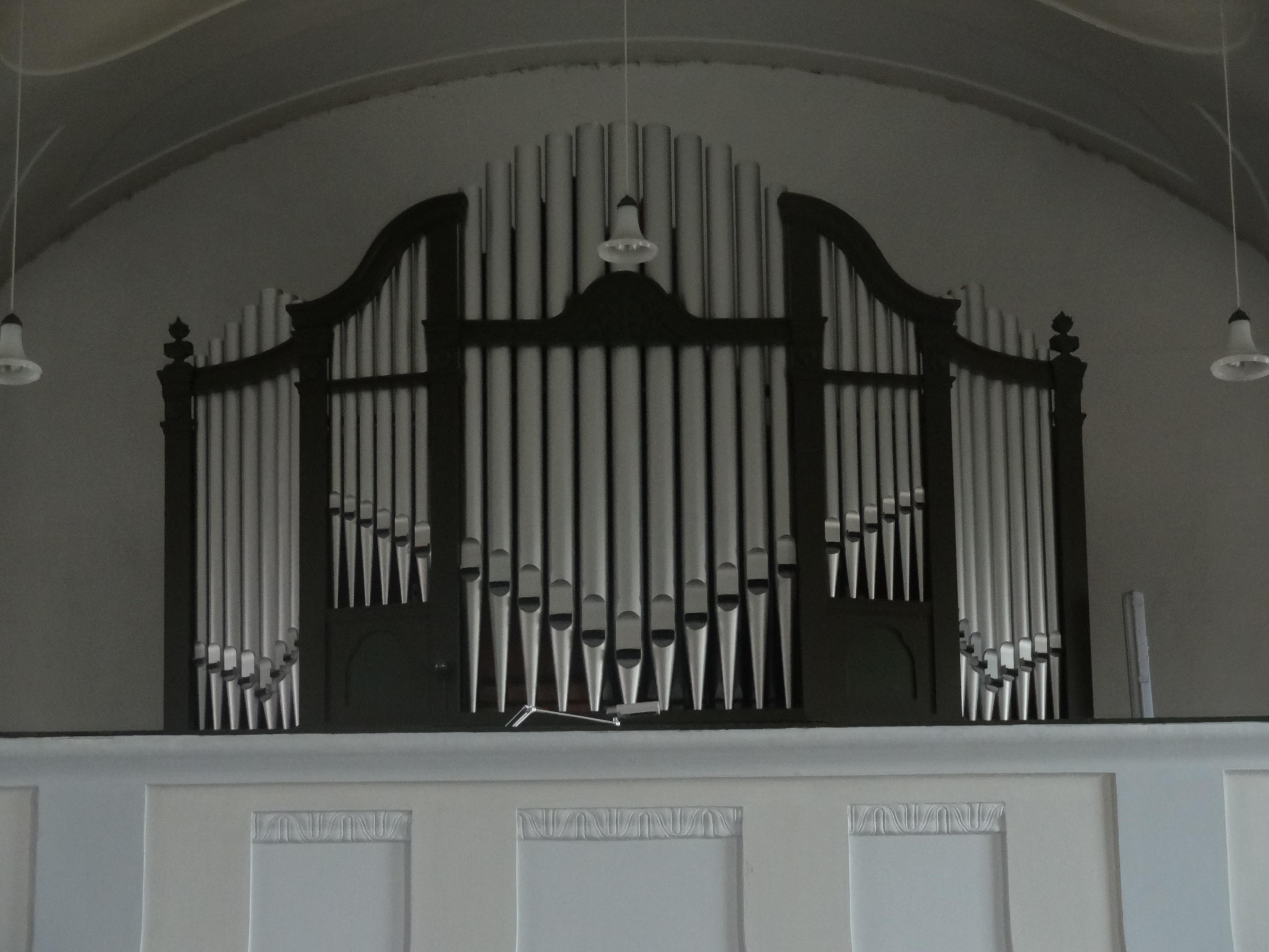
Orgelprospekt

Die Orgel der Pfarrkirche, 1914 von Willibald Siemann aus Regensburg erbaut, ist als pneumatisches Kegelladeninstrument mit freistehendem Spieltisch ausgeführt und in einem neobarocken Prospekt untergebracht. Sie umfasst insgesamt elf Register auf zwei Manualen und Pedal.
Die Disposition lautet wie folgt:
| I Manual |           |    |
| 1.       | Principal | 8′ |
| 2.       | Flöte     | 8′ |
| 3.       | Dolce     | 8′ |
| 4.       | Octav     | 4′ |

| II Manual |                   |       |
| 5.        | Gedackt           | 8′    |
| 6.        | Salicional        | 8′    |
| 7.        | Traversflöte      | 4′    |
| 8.        | Harmonia aetherea | 2 ⁄3′ |

| Pedal |            |     |
| 9.    | Subbaß     | 16′ |
| 10.   | Bourdonbaß | 16′ |
| 11.   | Octavbaß   | 8′  |

- Koppeln: II/I, II/P, I/P, Super II/I, Sub II/I
- Spielhilfen: Mezzoforte, Forte, Tutti